# Arbil
Arbil (Limba engleză: Erbil Kurdă: Hewlêr, Arabă: أربيل Arbīl, siriacă: ܐܪܒܝܠ Arbel) este un oraș din Irak. Este capitala provinciei Arbil și a Kurdistanului Irakian, situată în regiunea autonomă a Kurdistanului Irakian. În 2013 avea o populație de circa 1,5 milioane de locuitori. Prima așezare umană din zona Arbilului fiind datată în jurul anului 5000 î.Hr., fiind considerat unul dintre cele mai vechi orașe, populate continuu, din istoria omenirii.

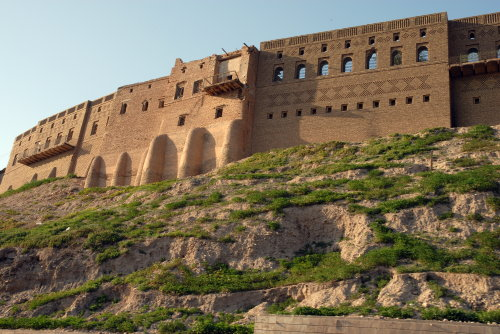
Citadela din Arbil

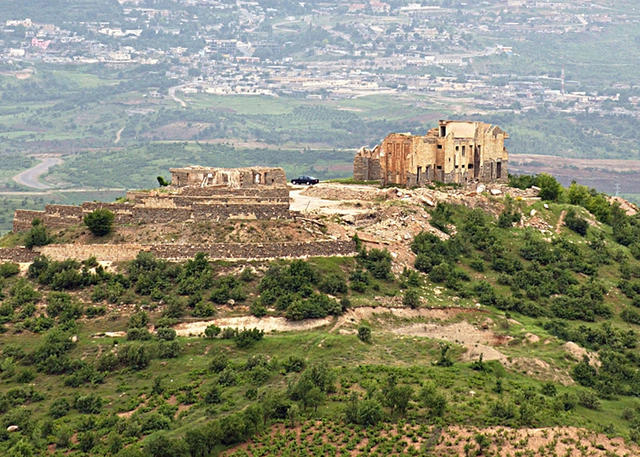
Vila lui Saddam Hussein din Arbil